# Un Camino Hasta Vos
«Un Camino Hasta Vos» es una canción interpretada por la banda argentina de rock Vilma Palma e Vampiros, que está incluida en su album debut de estudio del mismo nombre y lanzada como segundo sencillo del mismo en diciembre de 1991.

## Lista de canciones

### CD - Promo
| Un Camino Hasta Vos — Sencillo |                       |          |  |
| N.º                            | Título                | Duración |  |
| 1.                             | «Un Camino Hasta Vos» | 5:38     |  |

## Posiciones en las listas
| Listas                                     | Posición |
| ------------------------------------------ | -------- |
| Estados Unidos Billboard Hot Latin Tracks  | 76       |
| Estados Unidos Billboard Latin Pop Airplay | 18       |

## Premios y nominaciones
| Año  | Publicación   | País      | Lista                                           | Puesto |
| ---- | ------------- | --------- | ----------------------------------------------- | ------ |
| 2006 | Alborde       | EUA       | 500 canciones del Rock Iberoamericano           | 456°   |
| 2014 | Rolling Stone | Argentina | 100 canciones más destacadas del rock argentino | 86º    |